# Wolfgang Zeh (Jurist)
Wolfgang Zeh (* 12. April 1942 in Stuttgart) ist ein deutscher Verwaltungswissenschaftler und war von 2002 bis 2006 Direktor beim Deutschen Bundestag.

## Biographie
Zeh verbrachte einen Teil seiner Kindheit in Dotternhausen, wo sein Vater im Zementwerk tätig war. 1948 zog die Familie nach Stuttgart, wo Zeh sein Abitur ablegte. Von 1963 bis 1967 studierte er Rechtswissenschaften in Tübingen und Kiel. In Tübingen wurde er 1963 Mitglied der Studentenverbindung Turnerschaft Hohenstaufia Tübingen, aus der er nach 1978 ausschied. Nach dem ersten Staatsexamen im Jahre 1967 und dem Referendardienst in Baden-Württemberg legte Zeh 1971 die Große juristische Staatsprüfung ab, wurde 1972 an der Universität Tübingen zum Dr. iur. promoviert und habilitierte sich 1982 an der Deutschen Hochschule für Verwaltungswissenschaften (DHV) in Speyer, wo er auch lehrte.
Er ist über 40 Jahre Mitglied in der SPD. 1971 trat er in die Verwaltung des Deutschen Bundestages in Bonn ein. Hier war er unter anderem als Referent im Sekretariat der Enquete-Kommission „Verfassungsreform“ tätig, als Leiter des Fachbereichs „Parlamentsrecht“, als Leiter der Unterabteilung „Wissenschaftliche Dokumentation“ und „Parlamentsdienste“ und 1998 bis 2002 als Leiter der Abteilung „Parlamentarische Dienste“.
Vom 4. November 2002 bis 30. April 2006 war Zeh Direktor beim Deutschen Bundestag. Gegen Ende seiner Amtszeit überraschte Zeh mit einer vom Bundestagspräsidenten Norbert Lammert am 1. Mai 2006 in Kraft gesetzten Reform der Bundestagsverwaltung, die dem politischen Kräftespiel im Bundestag angesichts der Großen Koalition von 2005 Rechnung trug, indem zu den bestehenden drei Abteilungen eine vierte Abteilung mit dem Titel „Information und Dokumentation“ gebildet wurde.
Zeh ist bekanntgeworden durch Publikationen und zahlreiche Fachbeiträge, in denen er sich wissenschaftlich mit dem Parlament auseinandersetzt. 1997 bis 2002 war er Redaktionsmitglied der Zeitschrift für Parlamentsfragen (ZParl). Außerdem war er Prozessbevollmächtigter des Bundestages beim Bundesverfassungsgericht im Verfahren NPD gegen Bundestag, in dem es um die Anfechtung vergangener Bundesversammlungen ging.
Zeh ist geschieden und seit 2004 wieder verheiratet. Er ist der Vater der Schriftstellerin Juli Zeh. Er lebt in Dotternhausen im Zollernalbkreis.

## Monografien
- Finanzverfassung und Autonomie der Hochschule. Hochschulfinanzierung im Spannungsfeld von Wissenschaft, Gesellschaft und Staat. Duncker & Humblot, Berlin 1973, ISBN 3-428-02956-9.
- Parlamentarismus. Historische Wurzeln – Moderne Entfaltung. R. v. Deckers Verlag, Heidelberg 1978. (5. Auflage. 1991, ISBN 3-8226-2791-7)
- Wille und Wirkung der Gesetze. R. v. Deckers Verlag, Heidelberg 1998, ISBN 3-7685-0384-4.
- mit Hans-Peter Schneider (Hrsg.): Parlamentsrecht und Parlamentspraxis in der Bundesrepublik Deutschland. Berlin / New York 1989, ISBN 3-11-011077-6.

## Aufsätze
- Bundestagsauflösung und Neuwahlen, in: Der Saat 1983, S. 1–20
- Gliederung und Organe des Bundestages, Parlamentarisches Verfahren, in: Isensee/Kirchhof (Hrsg.), Handbuch des Staatsrechts Band III, § 32, § 33
- Fürstenspiegel für Abgeordnete, in: Helmut Herles/Friedrich W. Husemann (Hrsg.), Politikverdrossenheit, Bonn 1993, S. 27–36
- Über Sinn und Zweck des Parlaments heute, ZParl 3/2005, S., 457–488
- Kitsch in der Sprache von Politik und Medien, in: Festschrift für Heinrich Oberreuter, Wiesbaden 2007, S. 180–192
- Parlamentsrecht und Verfassungsinterpretation. Wechselwirkungen zwischen Bundestag und Bundesverfassungsgericht, in: Festschrift für Hans-Peter Schneider, Baden-Baden 2008, S. 429–446
- Legitimationsprobleme im frühen Medienabsolutismus. Normierungsrecht ohne Befolgungspflicht?, ZParl 3/2008, S. 633–647
- Die Sprache der Demokratie, Berliner Republik 4/2011, S. 26–31
- Artikel „Bundestag“ in: Staatslexikon der Görres-Gesellschaft, 8. völlig neu bearbeitete Auflage 2017, Erster Band, S. 878–883
- Abgeordnetenzahl im Parlament – zu groß, zu klein, gerade richtig?, ZParl 4/2018, S. 744–756
- Zum ausnahmslosen Primat des Parlaments, ZParl 2/2020, S. 469–473
- Pandemie und Parlament, Recht und Politik Beiheft 7 (2021), S. 11–24
- Die Parlamente sind zurück – von wo?, Recht und Politik Beiheft 10 (2022), S. 9–25
- Parlamentsdebatten und Netzdebatten, ZParl 1/2022, S. 200–211.